# Lièvre de Californie
Lepus californicus
Espèce
Statut de conservation UICN

 LC  : Préoccupation mineure
Le Lièvre de Californie, Lepus californicus (Gray, 1837), aussi appelé Jackrabbit de Californie, est un mammifère de la famille des Léporidae. Il vit dans l'ouest des États-Unis.

## Morphologie
Le Lepus californicus est un grand lièvre (46 à 64 cm de long) à la fourrure gris-brun ou beige sur le dos et blanche sur le ventre. Il pèse à l'âge adulte entre 1,5 et 3 kg. Les oreilles sont très grandes (11 à 16 cm de long) et ont l'extrémité noire. La queue (entre 5 et 10 cm de long) bordée de blanc présente également des marques noires pouvant s'étendre sur la croupe. Il n'existe pas de dimorphisme sexuel chez cette espèce, mais la femelle est généralement plus grande que le mâle.

## Comportement

### Locomotion
Comme tous les lièvres, c'est un excellent coureur capable de réaliser de longs sauts. Il peut atteindre de grandes vitesses de pointe (56 km/h) et effectuer des bonds supérieurs à 3 m.

### Alimentation
Cet animal crépusculaire est surtout actif en fin d'après-midi et en soirée. Herbivore, il consomme une grande variété de végétaux, privilégiant la luzerne et autres herbacées en été et se contentant de plantes sèches et ligneuses en hiver, dont il consomme les pousses récentes et l'écorce, s'attaquant même à la Sauge buissonnante ou à des Cactacées.

### Reproduction
Chez cette espèce, la gestation dure une quarantaine de jours (entre 41 et 47 jours). Les petits pèsent en moyenne 84 g, naissent avec leurs poils et ouvrent très vite les yeux. La mère ne reste avec eux que deux ou trois jours ; par la suite, elle ne revient les voir que pour les allaiter. Il y a de un à huit petits par portée (généralement de 2 à 4), et 3 à 4 portées par an ; une femelle produit en moyenne une douzaine de petits par an. Les petits prennent rapidement leur indépendance, au bout de 2 à 4 semaines. La maturité sexuelle survient vers 8 mois. La durée de vie moyenne est de 5 ou 6 ans en captivité, moins à l'état sauvage, mais un individu né sauvage et mort en captivité a vécu plus de 11 ans.

## Aire de répartition et habitat

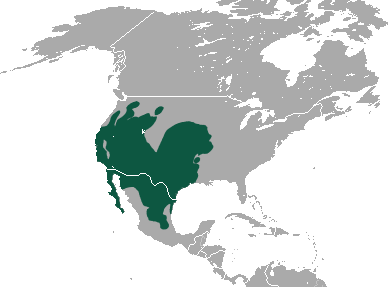
Aire de répartition.

Il vit au nord du Mexique et à l'ouest des États-Unis, de l'État de Washington au nord jusqu'à la Californie au sud ; son aire de répartition s'étend à l'est jusque dans la zone des Grandes Plaines, du Nebraska au Texas.
Il préfère les habitats présentant de grands espaces libres, comme les prairies et steppes des zones arides à mésiques, mais aussi dans les déserts, les broussailles ou les terres cultivées. On peut le trouver dans des zones où la végétation dépasse 60 cm de hauteur. Ce lièvre se trouve souvent dans les associations végétales Ambroisie-Créosotier, Mesquite-Gutierrezia ou Juniperus-Artemisia tridentata. On peut le trouver jusqu'à 3800 m d'altitude.

## Taxinomie
Cette espèce présente 6 sous-espèces:
- Lepus californicus californicus Gray, 1837
- Lepus californicus deserticola Mearns, 1896
- Lepus californicus insularis Bryant, 1891
- Lepus californicus magdalenae Nelson, 1907
- Lepus californicus melanotis Mearns, 1890
- Lepus californicus texianus Waterhouse, 1848

## Le Lièvre de Californie et l'homme

### Fluctuations des populations deLepus californicus
Les prédateurs naturels de ce lièvre sont le coyote et le Renard nain, ainsi que le Lynx roux, les rapaces et les serpents. Les Natifs chassaient ce lièvre pour sa viande et pour sa fourrure. Après la colonisation du pays par les Européens, avec la diminution des populations de prédateurs, les lièvres ont eu tendance à se multiplier, aidés en cela par la nourriture supplémentaire prelevée sur les terres cultivées.
De nos jours, les populations de ce lièvre connaissent des fluctuations cycliques. Les cycles couvrent une période de 6 à 10 ans, avec des périodes creuses liées à des épidémies (souvent de tularémie) suivies de pics de population liés à la reproduction rapide de cette espèce. Lors d'un de ces pics de population, un rabattage organisé par des fermiers (excédés par les dégâts réalisés par les lièvres sur leurs récoltes) a provoqué la capture de 6 000 lièvres en une seule fois. La densité des lièvres peut atteindre le nombre record de 1500/km² (la densité normale de population varie d'une dizaine à une quarantaine d'individus par km²).

### Statut légal
Cette espèce a été classée par l'UICN dans la catégorie LC (préoccupation mineure), du fait de leur importante population.